# Paweł Adamajtis
Paweł Adamajtis est un joueur polonais de volley-ball né le 30 août 1990. Il joue attaquant.